# 应元路
應元路是中國廣州市越秀區的一條東西走向的道路，位於小北路以西，解放北路以東。全長1381米。

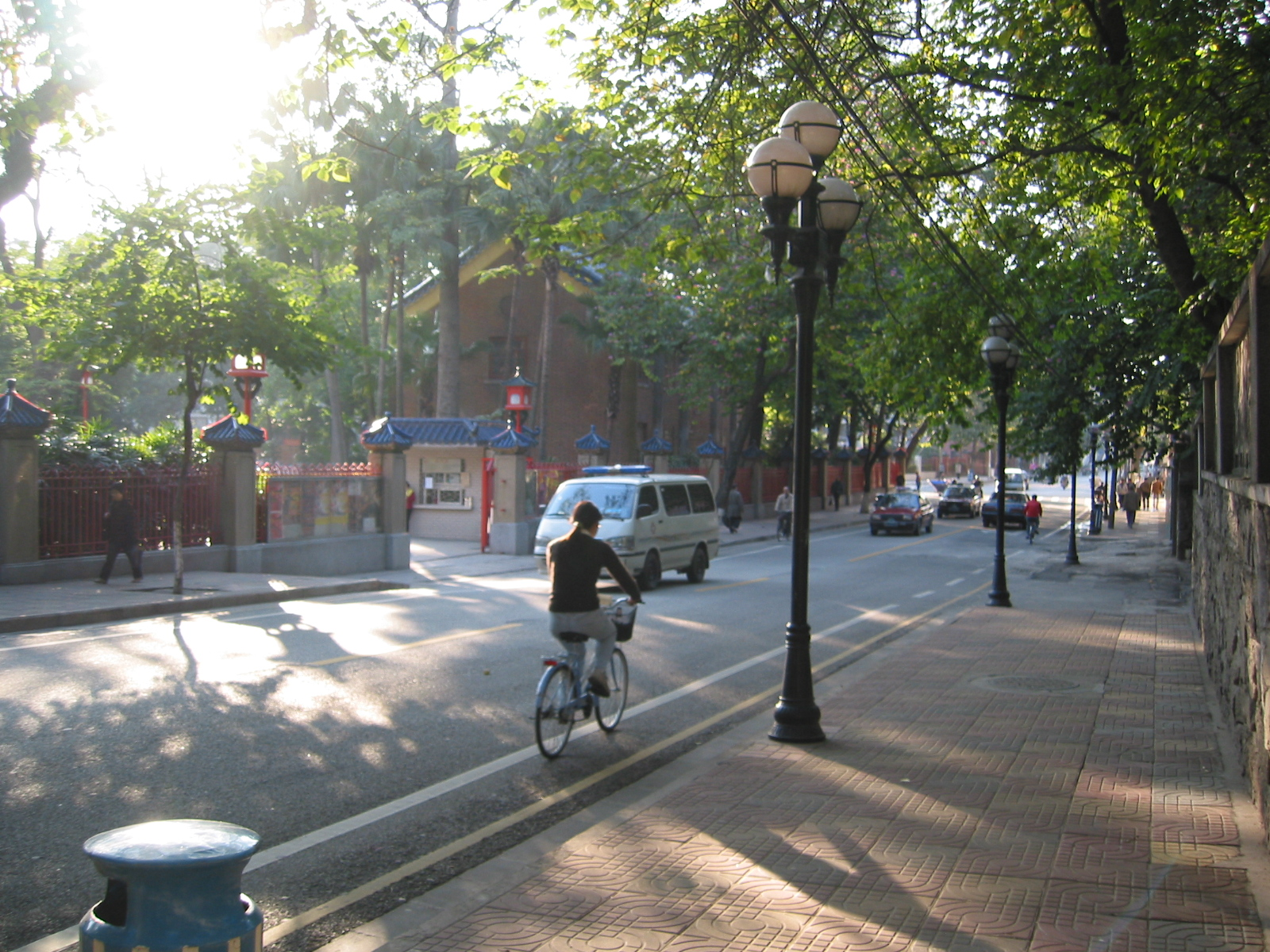
应元路中山纪念堂后门路段

## 歷史
應元路，全長本為解放北路到越秀山體育場止，由民国时期之清泉街、纪念堂路、镇海路组成，于1952年建成。后该路于20世紀90年代中期向東延長至小北路，形成今日之应元路。
该路得名於“應元宮”和“應元書院”。民国时期，三元宫以西至中华北路（今解放北路）一段作清泉街，三元宫以东至吉祥北路一段作纪念堂路，吉祥路口至五层楼（镇海楼）作镇海路。清泉街得名于越王井，相传为南越王赵佗所开，以井水清澈甘美称世。清泉街一名在2002年清泉街小學停辦后彻底消失，该校校址为今广州市越秀区二中应元学校。纪念堂路因路南之中山紀念堂得名。纪念堂与越秀山隔路相连，沿百步梯直達山腰处孫中山讀書治事處紀念碑，以及山頂的中山紀念碑。镇海路因镇海楼而得名，越秀山体育场建成后该路重编为沿越秀山南麓、过镇海楼之东西向道路。
清朝初年，“平南王”尚可喜麾軍南下廣東，兒子尚之信就在越秀山麓興建了“應元宫”。後來，平南王捲入三藩之乱，被清政府平息以後，應元宫則曾先後被辟為佛寺和道觀，但後來在第二次鴉片戰爭中被毁。
“應元書院”为广东布政使王凯泰在应元宫原址于同治八年（1869年）兴办，當時只有舉人才能入學，逾年该书院举人梁耀枢辛未科中进士，钦点状元。清末科举式微，应元书院停办改为广东先贤祠。光绪三十四年（1908年），两广总督张人骏在此处创办以保存国粹为宗旨的广东存古学堂，宣统三年（1911年）停办。民國十年（1921年），在廢棄的應元書院處建立了執信中學，两年后遷至执信南路現址。1929年广州市立第一中学迁往此地办学。抗战胜利后，1947年9月，广州市立第二中学在应元路原市一中校址复办。现为广州市第二中学初中部。
在應元路开辟之前，位于馬路兩旁的中山紀念堂和越秀山是連在一起的，遊人可在紀念堂的背後沿百步梯直達山頂的中山紀念碑。而在應元路建成後，“堂－山－碑”一體的格局被打破，兩者自此被視為各自獨立的兩個區域。

## 特色
應元路西段，靠近三元宮，有較多經營宗教及殯葬用品的商店。而東段則有較多大小食肆經營。
由於是通往越秀山體育場的必經之路，每逢有足球赛事举行的日子，该路段便會十分擁擠，有時會有封路措施。

## 與之交匯道路
道路顺序由東往西排列
- 小北路
- 吉祥路
- 連新路
- 解放北路

## 兩旁的主要建築物/機構
由東往西排列
- 金和大廈
- 洪橋街派出所
- 應元大廈
- 明達大廈
- 嘉洲翠庭
- 越秀山體育場
- 廣東省人民政府（後門）
- 廣州市第二中學（应元路校区）
- 越秀公園（百步梯門）
- 中山紀念堂（後門）
- 三元宮
- 广州市殡葬管理处
- 越王井

## 交通
巴士
- 應元路站
- 三元宮站

地鐵
- 广州地铁2号线紀念堂站

均在鄰近應元路位置設有出口。